# 毕节掌突蟾
毕节掌突蟾（学名：Leptobrachella bijie），一种于中华人民共和国贵州省毕节市发现的两栖动物，隶属于角蟾科掌突蟾属。其种加词“bijie”意为“毕节的”。

## 形态特征
毕节掌突蟾雄蟾体长29～30.4毫米。背部底色为灰褐色，有小的微红色痣粒，明显的深棕色斑点散布有不规则的浅橙色色素颗粒。两眼间有深棕色倒三角斑纹，与眶间的“W”形标志相连。眼下方有一条深棕色垂直条带。四肢背面有横向深棕色条带。肘部和前肢有黑色条带和明显的铜橙色。指和趾有明显的黑色条带。喉部腹侧、胸部和腹部白色。虹膜双色，上半部铜橙色，下半部银色。 

## 保护
本种于2023年被收录入《有重要生态、科学、社会价值的陆生野生动物名录》。